# 顺州 (南宋)
顺州，南宋时刘齐设置的州。
南宋初年，金朝在中原扶植刘豫为傀儡皇帝，分河南府置顺州，治伊阳县（今河南嵩县西南）。下辖伊阳县、永宁县（今河南省洛宁县）、福昌县（今河南省宜阳县西58里韩城镇福昌村）、长水县（今河南省洛宁县西39里长水镇）。辖境相当今河南省嵩县、洛宁一带。刘齐灭亡后，金朝沿置顺州。海陵王完颜亮天德三年（1151年）改顺州为嵩州。